# NMB48山本彩の、レギュラーとれてもうた!
NMB48山本彩の、レギュラーとれてもうた!（エヌエムビーフォーティーエイトやまもとさやかのレギュラーとれてもうた）は、2014年10月2日から2016年3月27日まで文化放送で放送されていたラジオ番組である。女性アイドルグループ・NMB48に所属していた山本彩の冠番組。

## 概要
NMB48山本彩の初の冠レギュラーラジオ番組。なお、当番組開始前の2014年7月17日には、冠レギュラー番組の獲得を目指して、特別番組「NMB48山本彩の、レギュラーとったんで!」が放送された。また、2015年1月28日には特別番組「NMB48山本彩の、特番とれてもうた!」が放送された。2015年3月までは毎週木曜19時から放送されていたが、番組改編に伴い、4月からは毎週日曜3時（土曜深夜）より、10月からはさらに30分遅い毎週日曜3時30分（土曜深夜）からの放送となった。2016年3月20日放送回にて、3月28日放送回を以て番組が終了することが告知された。
2015年7月7日よりKawaiian TVで放送が開始された。ラジオ収録風景とKawaiian TV用に特別に録り下ろした映像が放送されている。
NMBと山本が共に大阪なので、題名も「獲れちゃった!」という意味の関西弁になっている。
レギュラーのハリセンボンが欠席する場合は、他の芸人やNMB48メンバーが代役を務める。また、山本彩が1人でパーソナリティを務めることもある。

## 放送日時
- 毎週日曜日 3:30 - 4:00（土曜深夜）

### 過去の放送日時
- 2014年10月 - 2015年3月
  - 毎週木曜日 19:00 - 19:30
- 2015年4月 - 2015年9月
  - 毎週日曜日 3:00 - 3:30（土曜深夜）

### 特別番組
- 2014年7月17日 19:00 - 20:00「NMB48山本彩の、レギュラーとったんで!」（レギュラー放送開始前）
- 2015年1月28日 19:00 - 20:00「NMB48山本彩の、特番とれてもうた!」

## 出演

### レギュラー
- 山本彩（当時NMB48・AKB48[注 1]）
- ハリセンボン（近藤春菜、箕輪はるか）

### ゲスト出演
NMB48からのゲスト
- 岸野里香（2014年12月25日・ハリセンボンの代理、2015年1月28日・特番ゲスト、2015年10月4日 - 25日）
- 小谷里歩[注 2]（2014年12月25日・2015年3月26日・ハリセンボンの代理、2015年1月28日・特番ゲスト）
- 門脇佳奈子[注 3]（2015年1月29日・2月12日・ハリセンボンの代理）
- 山田菜々[注 4]（2015年1月29日・2月12日・ハリセンボンの代理）
- 矢倉楓子（2015年3月26日・ハリセンボンの代理）

NMB48以外からのゲスト
- 千鳥（大悟・ノブ[注 5]）（2014年11月27日・ハリセンボンの代理）
- ジャングルポケット（斉藤慎二・おたけ・太田博久）（2015年1月15日・ハリセンボンの代理）
- はんにゃ（金田哲・川島章良）（2015年2月26日・3月12日・ハリセンボンの代理）
- 友近（2015年5月16日）
- 津田健次郎（2015年7月11日・コメント出演）

## コーナー

### 最終回時点でのコーナー
- リスナーからの投稿紹介（ふつおたスペシャル）

リスナーから寄せられた投稿を元に、投稿内の質問に答えたり、投稿内容についてトークをする。
- 山本彩かハリセンボンにしかできない悩み相談

リスナーから寄せられた投稿から、他のラジオ番組では取り扱ってくれなさそうな悩み相談を山本とハリセンボンが解決する。
- Kawaiian RADIO

「かわいいやん」と思う行動や仕草について、リスナーからの投稿を元にトークする。
- 共通点見つけてもうた!

3人の共通点について、リスナーからの投稿を元にトークする。
- Kowaian RADIO

「怖いやん」と思うリスナーの経験談を聞き、季節外れの怖い話を楽しむ。
- レギュラーとれてもうた!ラインスタンプ企画会議

番組オリジナルのラインスタンプを作成するために、リスナーからの投稿を元に企画会議をする。
- 愚痴、こぼしてもうた!

リスナーから送られてきた愚痴をやさしく聞いてあげるコーナー。
- 自慢してもうた!

誰もトークしないような自慢話をリスナーに募集し、3人を羨ませがらせるコーナー。
- エンディングのエンディング（Kawaiian TV 限定）

ラジオのエンディングの後に3人があれこれ話す、Kawaiian TV だけのオリジナルトークコーナー。

### 終了したコーナー
- パナソニック presents エブリテンキトーク

リスナーから寄せられた心に残ったエピソードを元にトークをする。山本とハリセンボンの3人が天気で判定する。寄せられたエピソードの中から毎週ヒット賞を1つ決定し、商品がプレゼントされる。

## ネット局
| 放送地域   | 放送局     | 放送期間                      | 放送時間             | 備考      |
| ---------- | ---------- | ----------------------------- | -------------------- | --------- |
| 関東広域圏 | 文化放送   | 2014年10月2日 - 2016年3月27日 | 日曜日 3:30 - 4:00   | 制作局    |
| 福島県     | ラジオ福島 | 2015年10月3日 - 2016年3月26日 | 土曜日 23:00 - 23:30 | 270分先行 |